# Опушкино
Опушкино — село Уренского района Нижегородской области России. Входит в составе Горевского сельсовета.

## География
Расположен в северной части региона.

## История
Согласно Закону Нижегородской области от 15 июня 2004 года № 60-З село вошло в состав образованного муниципального образования Горевский сельсовет.

## Население
| 1897 | 1907 | 2002 | 2010 |
| ---- | ---- | ---- | ---- |
| 154  | ↗163 | ↘96  | ↘84  |

## Инфраструктура
Личное подсобное хозяйство.

## Транспорт
Просёлочные дороги.